# Clarence Gregory
Clarence Gregory (27 tháng 10 năm 1900 – 1975) là một cầu thủ bóng đá người Anh từng thi đấu ở vị trí tiền vệ chạy cánh cho Sunderland.